# Angriff auf Tremseh
Der Angriff auf Tremseh war eine militärische Aktion während des Bürgerkriegs in Syrien. Streitkräfte der Regierung hatten am späten Abend des 12. Juli 2012 das syrischen Dorf Tremseh angegriffen, in dem bewaffnete Regimegegner vermutet wurden. Dabei kamen mindestens 68 Menschen, darunter auch Zivilisten, ums Leben, erste Angaben von Oppositionellen sprachen noch von 100 bis 220 Toten. Dennoch gingen Oppositionsgruppen von etwa 150 getöteten Personen aus, da die syrische Armee Leichen mitgenommen habe. Wie viele bewaffnete Rebellen unter den Toten waren, konnte nicht festgestellt werden. Der staatlichen Nachrichtenagentur SANA zufolge starben auch drei Regierungssoldaten.

## Untersuchung
Beobachter der UNO besuchten einige Tage später die betroffene Ortschaft. Anschließend stellten sie fest, der Angriff habe Regierungsgegnern und desertierten Soldaten gegolten. Artillerie und Mörser seien eingesetzt worden.

## Reaktionen
Der deutsche Außenminister Guido Westerwelle machte die syrische Regierung für die zivilen Opfer verantwortlich. Er warf der Regierung von Baschar al-Assad vor, schwere Waffen einzusetzen. Der türkische Ministerpräsident Recep Tayyip Erdoğan sprach von versuchtem Völkermord. Die US-Außenministerin Hillary Clinton sprach von einem Massaker.